# Амстердамський договір
Амстерда́мський до́гові́р (англ. Treaty of Amsterdam) — результат міжурядової конференції, яка розпочала свою роботу на засіданні Європейської Ради в Турині 29 березня 1996 р. Договір ухвалено на засіданні Європейської Ради в Амстердамі 16-17 червня 1997 р.; 2 жовтня 1997 р. його підписали міністри закордонних справ п'ятнадцяти держав-членів. Набрав чинності 1 травня 1999 р. після ратифікації в усіх державах-членах згідно з національними конституційними вимогами.
Згідно з Амстердамським договором, держави-члени погодилися передати певні повноваження від національних урядів до Європейського парламенту в різних сферах, включаючи нормативно-правові акти щодо імміграції, прийняття цивільних і кримінальних законів, і впровадження спільної зовнішньої політики та політики безпеки (CFSP), а також виконання інституційних змін для майбутнього розширення. Він вніс істотні зміни в договір про ЄС, який був підписаний в Маастрихті у 1992 році. Чітко прописані умови вступу до Європейського Союзу, включена Шенгенська угода. Також змінена нумерація статей і параграфів установчих договорів.

## Передумови
Договір став результатом тривалих переговорів, які розпочалися в Мессіні, Італія, 2 червня 1995 року, майже через сорок років після підписання Римського договору, і завершилися в Амстердамі 18 червня 1997 року. Після офіційного підписання Договору 2 жовтня 1997 року держави-члени взяли участь у настільки ж тривалому та складному процесі ратифікації. Європейський парламент схвалив договір 19 листопада 1997 року, і після двох референдумів і 13 рішень парламентів країни-члени нарешті завершили процедуру.

## Основні положення Амстердамського договору
- ЄС було оголошено простором свободи, безпеки, справедливості, і саме тому механізм Шенгенської "Угоди про ліквідацію прикордонного контролю на внутрішніх кордонах спільноти" був інкорпорований в юридичний і інституційний механізм союзу. Питання внутрішньої безпеки залишилися у винятковому веденні національних держав, Велика Британія, Ірландія і Данія отримали право не брати участі в новій системі;
- були встановлені обов'язки всіх держав-членів строго дотримуватися і охороняти фундаментальні права людини, запобігати будь-якій дискримінації; постраждалі громадяни мають право на юридичний захист з боку Суду ЄС;
- значно підвищена роль Європейського Парламенту (ЄП);
- розвинені і уточнені принципи субсидіарності і траспарентності; проголошено право кожного громадянина отримувати будь-яку інформацію від інститутів ЄС;
- надана нова редакція положень, що стосуються охорони навколишнього середовища, охорони здоров'я, захисту прав споживача, співпраці правоохоронних органів, боротьби з шахрайством і т.д .;
- більш виразно сформовані сфери правосуддя і поліцейського співробітництва у кримінальних справах;
- введено посаду Високого представника з питань спільної зовнішньої політики і політики безпеки.

### Інституції
Щодо інституцій, було проведено дві великі реформи щодо процедури спільного прийняття рішень (законодавчої процедури за участю Європейського парламенту та Ради), що вплинуло на її сферу дії (більшість законодавства було ухвалено за процедурою спільного прийняття рішень) та її детальні процедури, з парламент відіграє значно сильнішу роль. Голові Комісії також доведеться завоювати особисту довіру парламенту, що дасть йому повноваження визначати політичні напрямки Комісії та брати активну участь у виборі членів Комісії, приймаючи рішення про їх призначення за спільною згодою з національними урядами. Ці положення роблять Комісію більш політично підзвітною, особливо по відношенню до Європейського парламенту. Нарешті, новий Договір дозволяє, за дуже суворих умов, тіснішу співпрацю між державами-членами, які цього бажають. За пропозицією Комісії може бути встановлено більш тісну співпрацю у випадках, коли неможливо вжити спільних дій, за умови, що такі кроки не підривають узгодженості ЄС або прав і рівности його громадян.

## Виклики
Амстердамський договір не вирішив усіх інституційних питань. Робота над реформуванням інституцій, щоб зробити їх здатними ефективно та демократично працювати в значно розширеному Європейському Союзі, ще тривала. Найгострішими питаннями були склад комісії та зважування голосів держав-членів при голосуванні кваліфікованою більшістю. Ці питання були розглянуті в Лісабонському договорі.

## Підписи
|                                                 |                                                              |                                                    |                                                      |                                                     |
| Ерік Деріке Міністр закордонних справ Бельгії   | Нільс Гельвеґ Петерсен Міністр закордонник справ Данії       | Тар'я Галонен Міністр закордонних справ Фінляндії  | Юбер Ведрін Міністр закордонних справ Франції        | Теодорос Пангалос Міністр закордонних справ Греції  |
|                                                 |                                                              |                                                    |                                                      |                                                     |
| Рей Берк Міністр закордонних справ Ірландії     | Ламберто Діні Міністр закордонних справ Італії               | Жак Поос Міністр закордонних справ Люксембургу     | Ганс ван Мірло Міністр закордонних справ Нідерландів | Жайме Ґама Міністр закордонних справ Португалії     |
|                                                 |                                                              |                                                    |                                                      |                                                     |
| Абель Матутес Міністр закордонних справ Іспанії | Дуґ Гендерсон Британський державний міністр у справах Європи | Лена Г'єлм-Валлен Міністр закордонних справ Швеції | Клаус Кінкель Міністр закордонних справ Німеччини    | Вольфґанґ Шюссель Міністр закордонних справ Австрії |

31 січня 2020 року Сполучене Королівство покинуло Європейський Союз і таким чином вийшло з договору.

## Хронологія розвитку ЄС
Після закінчення Другої світової війни суверенні європейські країни уклали договори і, таким чином, співпрацювали та узгоджували політику (або об’єднували суверенітет) у дедалі більшій кількості сфер, у проєкті європейської інтеграції чи побудові Європи (франц. la construction européenne). Нижче наведено юридичне заснування Європейського Союзу (ЄС) — основну основу для цього об’єднання. ЄС успадкував багато своїх теперішніх обов'язків від Європейських Співтовариств (ЄС), які були засновані в 1950-х роках у дусі Декларації Шумана.
| Підписаний Діє з Документ      | 1948 Брюссельський договір                                         | 1951 1952 Паризький договір                                                       | 1954 1955 Поправки до Брюссельського договору                                     | 1957 1958 Римські договори                                                        | 1965 1967 Договір злиття                        | 1975 Н/Д Висновки Європейської ради             | 1985 Шенгенська угода                         | 1986 1987 Єдиний європейський акт             | 1992 1993 Маастрихтський договір              | 1992 1993 Маастрихтський договір | 1997 1999 Амстердамський договір | 2001 2003 Ніццький договір | 2007 2009 Лісабонська угода | 2007 2009 Лісабонська угода |  |  |  |  |  |  |  |
|                                |                                                                    |                                                                                   |                                                                                   |                                                                                   |                                                 |                                                 |                                               |                                               |                                               |                                  |                                  |                            |                             |                             |  |  |  |  |  |  |  |
| Підвалини Європейського Союзу: |                                                                    |                                                                                   |                                                                                   |                                                                                   |                                                 |                                                 |                                               |                                               |                                               |                                  |                                  |                            |                             |                             |  |  |  |  |  |  |  |
| Європейські спільноти          |                                                                    |                                                                                   |                                                                                   |                                                                                   |                                                 |                                                 |                                               |                                               |                                               |                                  |                                  |                            |                             |                             |  |  |  |  |  |  |  |
|                                | Європейська спільнота з атомної енергії (Євратом)                  |                                                                                   |                                                                                   |                                                                                   |                                                 |                                                 |                                               |                                               |                                               |                                  |                                  |                            |                             |                             |  |  |  |  |  |  |  |
|                                |                                                                    |                                                                                   | Європейська спільнота з вугілля та сталі (ЄСВС)                                   | Європейська спільнота з вугілля та сталі (ЄСВС)                                   | Європейська спільнота з вугілля та сталі (ЄСВС) | Європейська спільнота з вугілля та сталі (ЄСВС) | Термін дії договору минув у 2002 р.           | Термін дії договору минув у 2002 р.           | Термін дії договору минув у 2002 р.           |                                  | Європейський Союз (ЄС)           | Європейський Союз (ЄС)     |                             |                             |  |  |  |  |  |  |  |
|                                |                                                                    |                                                                                   | Європейська економічна спільнота (ЄЕС)                                            |                                                                                   |                                                 |                                                 |                                               |                                               |                                               |                                  | Європейський Союз (ЄС)           | Європейський Союз (ЄС)     |                             |                             |  |  |  |  |  |  |  |
|                                |                                                                    |                                                                                   |                                                                                   | Шенгенська угода                                                                  |                                                 |                                                 | Європейська спільнота (ЄС)                    | Європейська спільнота (ЄС)                    |                                               |                                  | Європейський Союз (ЄС)           | Європейський Союз (ЄС)     |                             |                             |  |  |  |  |  |  |  |
|                                |                                                                    | Співробітництво TREVI (тероризм, радикалізм, екстремізм та міжнародне насильство) | Співробітництво TREVI (тероризм, радикалізм, екстремізм та міжнародне насильство) | Співробітництво TREVI (тероризм, радикалізм, екстремізм та міжнародне насильство) | Правосуддя та внутрішні справи                  |                                                 | Європейська спільнота (ЄС)                    | Європейська спільнота (ЄС)                    |                                               |                                  | Європейський Союз (ЄС)           | Європейський Союз (ЄС)     |                             |                             |  |  |  |  |  |  |  |
|                                | Співробітництво між поліцією та правосуддям у кримінальних справах | Співробітництво TREVI (тероризм, радикалізм, екстремізм та міжнародне насильство) | Співробітництво TREVI (тероризм, радикалізм, екстремізм та міжнародне насильство) | Співробітництво TREVI (тероризм, радикалізм, екстремізм та міжнародне насильство) | Правосуддя та внутрішні справи                  |                                                 |                                               |                                               |                                               |                                  | Європейський Союз (ЄС)           | Європейський Союз (ЄС)     |                             |                             |  |  |  |  |  |  |  |
|                                |                                                                    |                                                                                   |                                                                                   |                                                                                   | Європейська політична співпраця                 | Спільна зовнішня та безпекова політика (СЗБП)   | Спільна зовнішня та безпекова політика (СЗБП) | Спільна зовнішня та безпекова політика (СЗБП) | Спільна зовнішня та безпекова політика (СЗБП) |                                  | Європейський Союз (ЄС)           | Європейський Союз (ЄС)     |                             |                             |  |  |  |  |  |  |  |
| Неконсолідовані органи         | Неконсолідовані органи                                             | Західноєвропейський союз (ЗЄС)                                                    | Західноєвропейський союз (ЗЄС)                                                    | Західноєвропейський союз (ЗЄС)                                                    | Західноєвропейський союз (ЗЄС)                  | Західноєвропейський союз (ЗЄС)                  | Західноєвропейський союз (ЗЄС)                |                                               |                                               |                                  |                                  | Європейський Союз (ЄС)     |                             |                             |  |  |  |  |  |  |  |
| Неконсолідовані органи         | Неконсолідовані органи                                             | Західноєвропейський союз (ЗЄС)                                                    | Західноєвропейський союз (ЗЄС)                                                    | Західноєвропейський союз (ЗЄС)                                                    | Західноєвропейський союз (ЗЄС)                  | Західноєвропейський союз (ЗЄС)                  | Західноєвропейський союз (ЗЄС)                | Припинив існування у 2011 р.                  |                                               |                                  |                                  |                            |                             |                             |  |  |  |  |  |  |  |
|                                |                                                                    |                                                                                   |                                                                                   |                                                                                   |                                                 |                                                 |                                               |                                               |                                               |                                  |                                  |                            |                             |                             |  |  |  |  |  |  |  |